# Liên đoàn bóng đá Gabon
Liên đoàn bóng đá Gabon (tiếng Pháp: Fédération gabonaise de football) là tổ chức quản lý, điều hành các hoạt động bóng đá ở Gabon. Liên đoàn quản lý đội tuyển bóng đá quốc gia Gabon, tổ chức các giải bóng đá như vô địch quốc gia và cúp quốc gia. Liên đoàn bóng đá Gabon gia nhập FIFA năm 1963 và CAF năm 1967.